# Перзико (Катанцаро)
Перзико је насеље у Италији у округу Катанцаро, региону Калабрија.
Према процени из 2011. у насељу је живело 100 становника. Насеље се налази на надморској висини од 217 м.